# Steve Blank
Steve Blank (nascido em 1953) é um empreendedor em série do Vale do Silício e um acadêmico de empreendedorismo baseado em Pescadero, California.
Blank é reconhecido pelo desenvolvimento da metodologia Customer Development, que lançou as bases para o movimento Lean Startup. Blank é também o co-fundador de E.piphany.
Blank esteve por mais de trinta anos na indústria da tecnologia. Ele fundou ou trabalhou em oito companhias startups, sendo que quatro realizaram IPO e tornaram-se empresas de capital aberto.
O Google Tech Talk de Blank, A História Secreta do Vale do Silício, oferece uma profunda perspectiva amplamente aceita sobre a emergente inovação de startups do Vale do Silício. Blank publicou três livros: The Four Steps to the Epiphany, Not All Those Who Wander Are Lost e The Startup Owner's Manual.
Blank ensina e escreve sobre Customer Development e é professor consultor associado de empreendedorismo em Stanford. Atualmente, ele leciona em  Haas School of Business, Universidade da Califórnia em Berkeley, Columbia University e California Institute of Technology (Caltech).

## Juventude
Blank nasceu de pais imigrantes, que administravam uma mercearia no bairro de Chelsea em New York City. Ele cresceu com uma irmã 12 anos mais velha que ele, ambos foram criados por sua mãe depois que seu pai saiu de casa quando ele tinha 6 anos de idade. Seus pais nunca frequentaram a universidade e desejavam que seu filho se graduasse. Ele foi admitido para estudar em Michigan State University, mas não gostou e abandonou após um semestre.
Blank seguiu para Miami, onde conseguiu trabalho no Aeroporto Internacional de Miami, carregando cavalos de corrida para aeronaves. No aeroporto, Blank desenvolveu interesse pela aviação, que ele cultivou até o início dos anos de 1970, quando ele entrou na aeronáutica.
Sua carreira militar o levou a Tailândia durante a Guerra do Vietnam, onde ele gerenciou uma equipe de 15 técnicos eletrônicos durante um ano e meio. Ele tinha 20 anos de idade.
Blank deixou a aeronáutica e se mudou para Palo Alto, uma cidade numa área que hoje é conhecida como Vale do Silício.

## Carreira
Steve Blank chegou ao Vale do Silício no início do boom dos negócios em 1978. Seu primeiro trabalho na região foi na ESL, uma startup que foi a principal companhia em inteligência dos EUA para a National Means of Technical Verification. A companhia ajudou o governo a entender tecnologia e armamento soviéticos durante a Guerra Fria.
Durante seus 34 anos de carreira, Blank fundou ou trabalhou com uma vasta variedade de companhias de alta tecnologia.Quatro de suas companhias vieram a público. Algumas de suas empreitadas incluem  Zilog e MIPS Computers, Convergent Technologies, Ardent, SuperMac Technologies, ESL e Rocket Science Games.
Blank, desde então, atuou nos conselhos de administração das entidades públicas Macrovision/Rovi and Immersion, bem como em várias empresas privadas. Ele continua a investir e assessorar startups do Vale do Silício, como Udacity e Votizen.

## E.Piphany
Blank co-fundou sua oitava e última startup, o provedor Customer Relationship Management, E.piphany, em 1996 e saiu no dia anterior ao seu IPO em setembro de 1999. Em 2005, E.piphany foi adquirida pela  SSA Global Technologies por US$329 milhões.
O pacote de software foi projetado para minerar as informações dos clientes de bancos de dados e depositar os dados em um navegador.
Membros notáveis da empresa incluem Roger Siboni e Karen Richardson.

### MetodologiaCustomer Development
Blank criou a metodologia Customer Development em meados dos anos 1990.  O conceito detalha uma abordagem científica que pode ser aplicada startups e empreendedores para melhorar o sucesso de seus produtos ao desenvolver uma melhor compreensão de seus consumidores. O objetivo primário do conceito é um relacionamento balanceado entre desenvolvimento de um produto e a compreensão do seu cliente.

### Lean Startup Movement
A metodologia Customer Development de Blank é a pedra angular do movimento Lean Startup, popularizada por  Eric Ries que Blank denomina como o melhor estudante que já teve. A abordagem do Lean Startup se embasa em aprendizado validado, experimentação científica, redução dos ciclos de desenvolvimento de produto, medidas de progresso, e feedback dos clientes. Isso atraiu a atenção de empreendedores do mundo todo como uma forma construtiva de experimentar novas ideias e conquistar clientes.  Ries integrou a metodologia nas práticas do Lean Startup e a considera como um dos pilares do movimento.
As aulas de Blank focam fortemente na sua metodologia e na aplicação de metodologias científicas no processo de startup.

## Publicações

### The Four Steps to the Epiphany
Em 2005, Blank publicou "The Four Steps to the Epiphany: Successful Strategies for Products that Win," (K&S Ranch Press) que detalha sua abordagem para o processo do Customer Development. No livro, Blank demonstra seus pontos de vista sobre como empreendedorismo é uma prática que pode ser ativamente gerenciada ao invés de uma arte que deve ser passivamente experimentada. O livro é visto como a fonte definitiva da metodologia Customer Development.

### Not All Who Wander Are Lost
Blank lançou seu segundo livro em 2010, “Not all who Wander Are Lost” que relata histórias sobre sua vida como empreendedor. A coleção de material desenvolve uma narrativa sobre como viver a vida em meio ao mundo acelerado de startups do Vale do Silício.

### The Startup Owner's Manual
Steve Blank e Bob Dorf co-autoraram "The Startup Owner's Manual", que foi lançado em março de 2012. O manual de referência de 608 páginas detalha uma abordagem científica ao empreendedorismo e enfatiza a importância de “rigorosos e repetitivos testes”. O trabalho baseia-se em idéias de The Business Model Generation e The Four Steps to the Epiphany. Segundo Blank, o livro foi elaborado para ser usado como uma “enciclopédia e blueprint” para startups.

### Blog
Blank escreve um blog pessoal que aborda questões do empreendedorismo. Em 2012, seu blog foi classificadado como um dos "10 Must-Read Blogs para qualquer Lean Startup" pela Welovelean.com. O blog é considerado uma leitura obrigatória para os empreendedores e muitas vezes é distribuído pela UC Berkeley, VentureBeat, e Huffington Post.  Ele também escreve semanalmente para o blog Wall Street Journal Accelerators e, ocasionalmente, para a  Forbes, o Huffington Post e no Japão para NikkeiBP."

## Carreira Acadêmica
Blank ensinou empreendedorismo para estudantes de graduação e pós-graduação. Seus cursos estão disponíveis em uma variedade de instituições, incluindo Stanford, Haas School of Business, University of California-Berkeley, California Institute of Technology, e Columbia. Sua ementa comumente se foca na metodologia Customer Development que ele desenvolveu ao longo de sua carreira como um empreendedor em série e conservacionista. Blank ministra palestras ativamente em Stanford, UC Berkeley, e no programa de MBA conjunto Berkeley/Columbia.
Em 2009, Blank ganhou o prêmio Undergraduate Teaching Award na Universidade de Stanford em Ciência e Engenharia de Gestão. Nesse mesmo ano, ele também foi nomeado um dos Top 10 influenciadores no Vale do Silício pelo Silicon Valley Mercury News. Em 2010, Blank foi vencedor do Earl F. Cheit Outstanding Teaching Award na U.C. Berkeley Haas School of Business.
Blank foi o orador de boas vindas à Philadelphia University em 2011, e em 2012, The Harvard Business Review nomeou-o um dos 12 Mestres da Inovação e CNBC reconheceu-o como um dos "11 empresários notáveis ensinando a próxima geração."

## O Lean LaunchPad
No início de 2011, Blank inaugurou o curso sobre Lean LaunchPad na Stanford University.O curso ensina fundadores a como reduzir a sua taxa de falha através da combinação de design do modelo de negócios, desenvolvimento de clientes e desenvolvimento ágil. Em julho de 2011, ele foi convidado pela National Science Foundation para adaptar a ementa do curso para o Corpo de Inovação que desenvolve e alimenta um ecossistema nacional de inovação, ajudando as descobertas da investigação fundamental a se tornarem novas empresas. Os professores da NSF vão ensinar 150 equipes de ciência e engenharia em 2012 e vai se expandir para 350 equipes em 2013.
No outono de 2012, uma versão online do curso  Lean LaunchPad foi desenvolvida com a ajuda da Udacity. Ele incorpora as ferramentas de aprendizagem, tais como vídeos, quizzes, e trabalhos de casa para ensinar os princípios de empreendedorismo.

## Serviço Público
Blank foi um Chairman de Audubon California e também atuou no conselho da Península Open Space Trust e foi curador da U.C. Santa Cruz. Blank atualmente se encontra no conselho da Liga dos Eleitores Conservacionistas da Califórnia, ou CLCV. Em 2007, ele foi nomeado para a Comissão Costeira da Califórnia. Ele fez doações filantrópicas para preservar da costa da Califórnia e contribuiu com fundos para apoiar o centro de visitantes na Reserva Estatal Año Nuevo e para a Peninsula Open Space Trust.

## Recepção
Blank é conhecido entre empreendedores e estudantes como um dos "padrinhos do Vale do Silício". Seus livros, blogs e entrevistas são muitas vezes referenciados ou apresentados em publicações de notícias do mundo, como a Reuters, e New York Times, Forbes, Inc, TechCrunch eThe Wall Street Journal. Blank já realizou numerosos eventos e conferências sobre empreendedorismo e a metodologia Customer Development.